# Hypodontolaimus heymonsi
Hypodontolaimus heymonsi is een rondwormensoort uit de familie van de Chromadoridae. De wetenschappelijke naam van de soort is voor het eerst geldig gepubliceerd in 1921 door Steiner.